# Голушовиці
Голушовиці (пол. Gołuszowice, нім. Kreuzendorf) — село в Польщі, у гміні Глубчиці Глубчицького повіту Опольського воєводства.
Населення — 705 осіб (2011).

## Демографія
Демографічна структура станом на 31 березня 2011 року:
|          | Загалом | Допрацездатний вік | Працездатний вік | Постпрацездатний вік |
| -------- | ------- | ------------------ | ---------------- | -------------------- |
| Чоловіки | 376     | 90                 | 259              | 27                   |
| Жінки    | 329     | 68                 | 189              | 72                   |
| Разом    | 705     | 158                | 448              | 99                   |